# Keltisk musik

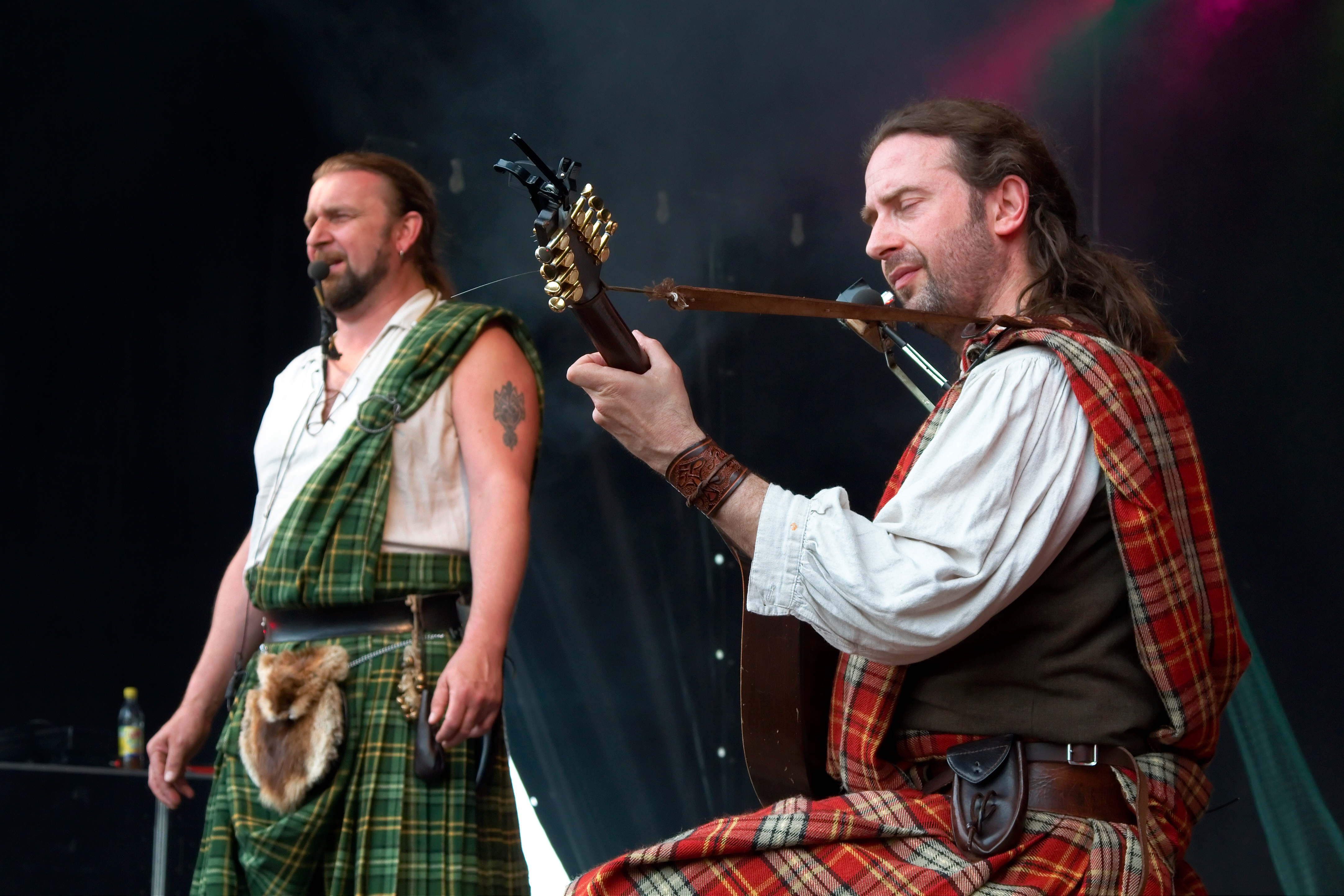
Musiker på en keltisk festival, 2010.

Keltisk musik är en samling musikgenrer som utvecklats ur folkmusiktraditioner bland keltiska folk i Västeuropa. Till de keltiska nationerna räknas Skottland, Wales, Irland (inklusive Nordirland), Isle of Man, Cornwall i västra England och Bretagne i västra Frankrike. I vissa av de här områdena talas keltiska språk än idag och de har ett tydligt keltiskt arv.
Det finns vissa keltiska musikstilar som är specifika för ett speciellt område, beroende på de lokala sångtraditionerna och egenskaperna hos specifika språk. Några exempel:
- Keltisk traditionell musik
- Strathspeys är specifika för de skotska högländerna.
- Cerdd dant (strängsång) eller Canu Penillion (verssång) är en musikalisk tradition från Wales. Se även eisteddfod.
- Sean-nós, en typ av irländsk sång.

Keltisk musik har också influerat andra musikstilar. Exempel på detta är keltisk hiphop, keltisk rock, keltisk metal och keltisk punk. 
Keltiskt influerad musik har också blivit en del av populärkulturen, genom artister som exempelvis Enya, The Pogues, The Corrs, Loreena McKennitt, Nolwenn Leroy, Riverdance, Flogging Molly, Black 47, Dropkick Murphys, The Tossers, Celtic Woman, The Proclaimers, Anúna, Celtic Thunder och U2.

## Galleri

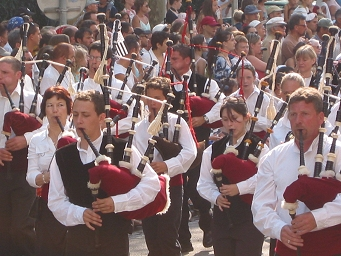
Musikanter som spelar säckpipa.
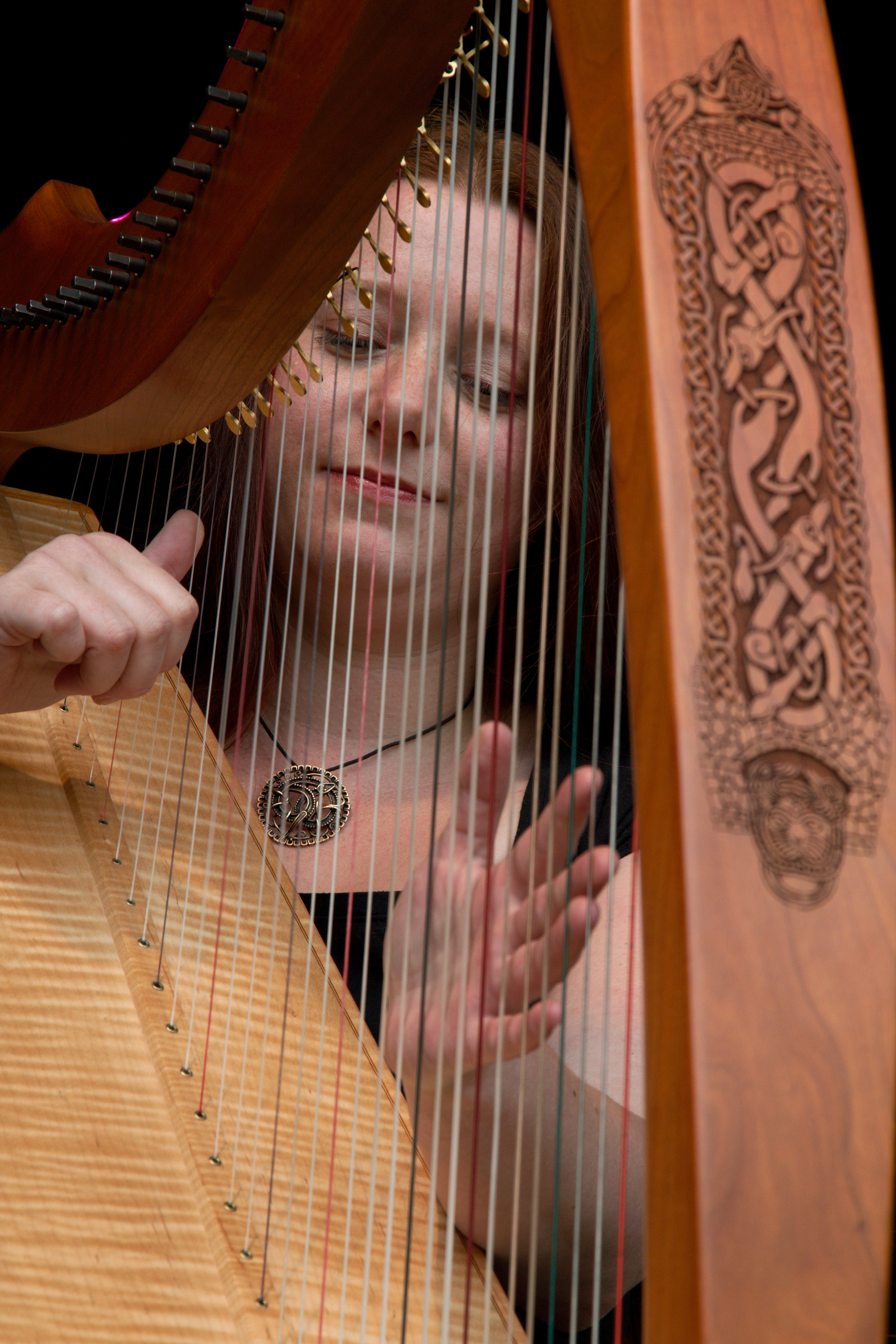
Keltisk harpa.